# 希臘正教澳大利亞總教區

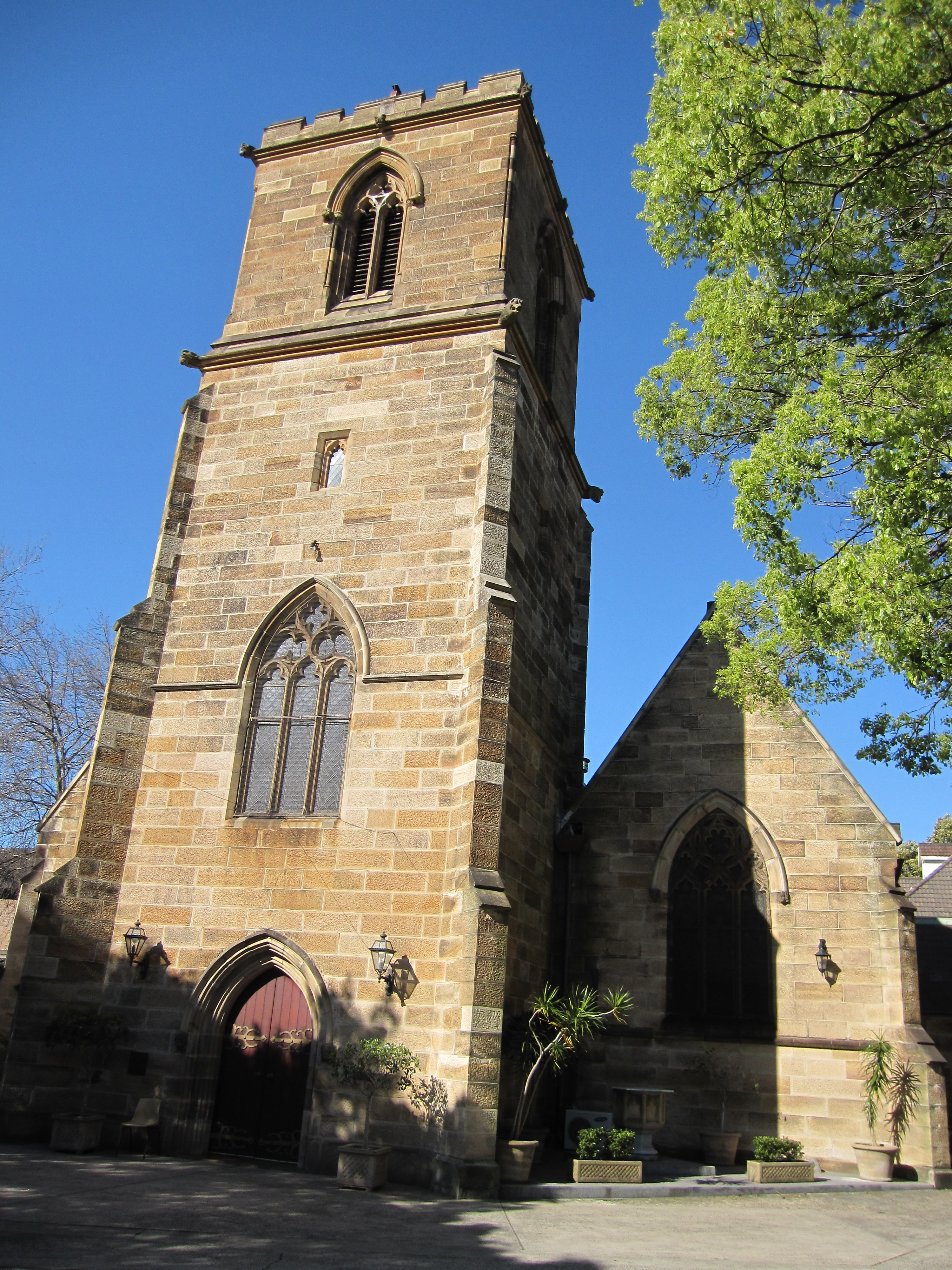
聖母領報主教座堂

希臘正教澳大利亞總教區（希臘語：Ελληνική Ορθόδοξη Αρχιεπισκοπή Αυστραλίας）是希臘正教會在澳大利亞的教會管區。
澳大利亞暨紐西蘭總教區成立於1924年，受君士坦丁堡普世牧首区管轄。1970年紐西蘭都主教區成立。座堂是悉尼聖母領報主教座堂。現任總主教為斯泰利亞諾斯。

## 外部連結
官方網頁 （页面存档备份，存于）